# کارل ببیندورف
کارل ببیندورف (انگلیسی: Karl Bebendorf؛ زادهٔ ۷ مهٔ ۱۹۹۶) دونده دو نیمه‌استقامت اهل آلمان است.